# Kilglass
Kilglass is een plaats in het Ierse graafschap County Sligo.
Kilglass heeft een katholieke kerk en een basisschool. Hoewel de Ierse naam van Kilglass nu Cill Ghlas (d.i. Groene kerk) luidt wordt aangenomen dat het een verbastering is van de naam Cill Molaise (Kerk van St Molash).